# Nemcia emarginata
Nemcia emarginata là một loài thực vật có hoa trong họ Đậu. Loài này được (S.Moore) Crisp mô tả khoa học đầu tiên.